# 台湾山茉莉芹
台湾山茉莉芹，或名台湾山熏香，为伞形科山茉莉芹属的植物，是台灣的特有植物。分布在台灣本島，一般生于山顶，目前尚未由人工引种栽培。